# Kraftverstärker
Der Begriff Kraftverstärker stammt aus dem Röhren-Zeitalter und bezeichnet Geräte mit einer leistungsfähigen Endstufe. Heute wird meist die Bezeichnung Leistungsverstärker oder der Terminus englisch Power Amplifier oder kurz „PA“ verwendet. PA-Systeme sind hauptsächlich in Diskotheken und in der Veranstaltungstechnik in Gebrauch.
Siehe auch:
- Audioverstärker
- Endstufe
- Röhrenverstärker